# 浦添市立前田小学校
浦添市立前田小学校（うらそえしりつ まえだしょうがっこう）は、沖縄県浦添市前田にある公立小学校。略称は「前田小」や「前小」。浦添市内では最も新しい小学校である。
県内初のマルチメディアを設置した学校である。それによって、北大東島の北大東小学校と交流した経験を持つ。現在は機器類は浦添市立教育研究所へ移動。

## 構造

### 校舎
- 1階－2年教室、3年教室、5年教室、保健室、給食室、PTA研修室、なかよし学級、図書館、体育館

- 2階－1年教室、4年教室、6年教室、放送室、相談室、職員室、事務室、児童会室（一年は現在4組まであるため2回に移動)

### 特別教室
- 1階－パソコン室、図工室
- 2階－視聴覚室、第1理科室、音楽室、家庭科室、英語プレイルーム、

### その他
- 体育館－体育館倉庫
- プール－男女更衣室
- ピロティー
- 畑
- 運動場－トイレ
- マラソンコース

## 沿革
- 1988年
  - 4月1日 - 浦添小学校から分離。浦添市立前田小学校創立。
  - 6月4日 - PTA結成総会。
- 1989年
  - 3月2日 - 校歌制定。
  - 12月2日 - 校舎建築設計賞受賞。
- 1990年5月18日 - プール完成。プール開き。
- 1992年5月15日 - ジア・ジ・リンペーザ（美化の日）設定。
- 1994年
  - 1月25日 - 市指定算数研究発表。
  - 8月14日 - NHK音楽コンクール県大会銀賞。
- 1995年3月27日 - 世界児童画展沖縄展示団体賞受賞。
- 1996年
  - 9月11日 - 図書館にコンピュータ導入。
  - 12月6日 - マルチメディア開設式。
- 1998年11月26日 - 文部省指定マルチメディア研究最終発表。
- 1999年2月5日 - 九州地区学校放送研究大会。
- 2000年3月22日 - 蝶園完成。
- 2003年3月15日 - 創立15周年記念植樹。
- 2004年1月14日 - プールサイドにテント設営。

## 行事
- 運動会 毎年10月
- マラソン大会 毎年2～3月

## アクセス

### モノレール
- 沖縄都市モノレール線（ゆいレール）浦添前田駅徒歩10分

### 路線バス
各路線の詳細は沖縄本島のバス路線を参照。
厚生園入口バス停・幸地入口バス停
- 25番 (普天間空港線)　那覇バス
- 33番 (糸満西原(末吉)線)　那覇バス
- 97番 (琉大(首里)線)　那覇バス

前田名川原バス停・浦添前田駅バス停・前田西入口バス停
- 56番 (浦添線)　琉球バス交通

※どちらのバス停でも、徒歩10分以上はかかる。

## 進学中学校
- 浦添市立浦添中学校
- 浦添市立浦西中学校

## 著名な出身者
- 與座海人（プロ野球選手）